# Sainte-Marie, Ardennes
 Sainte-Marie là một xã ở tỉnh Ardennes, thuộc vùng Grand Est ở phía bắc nước Pháp.